# Insulinschocktherapie

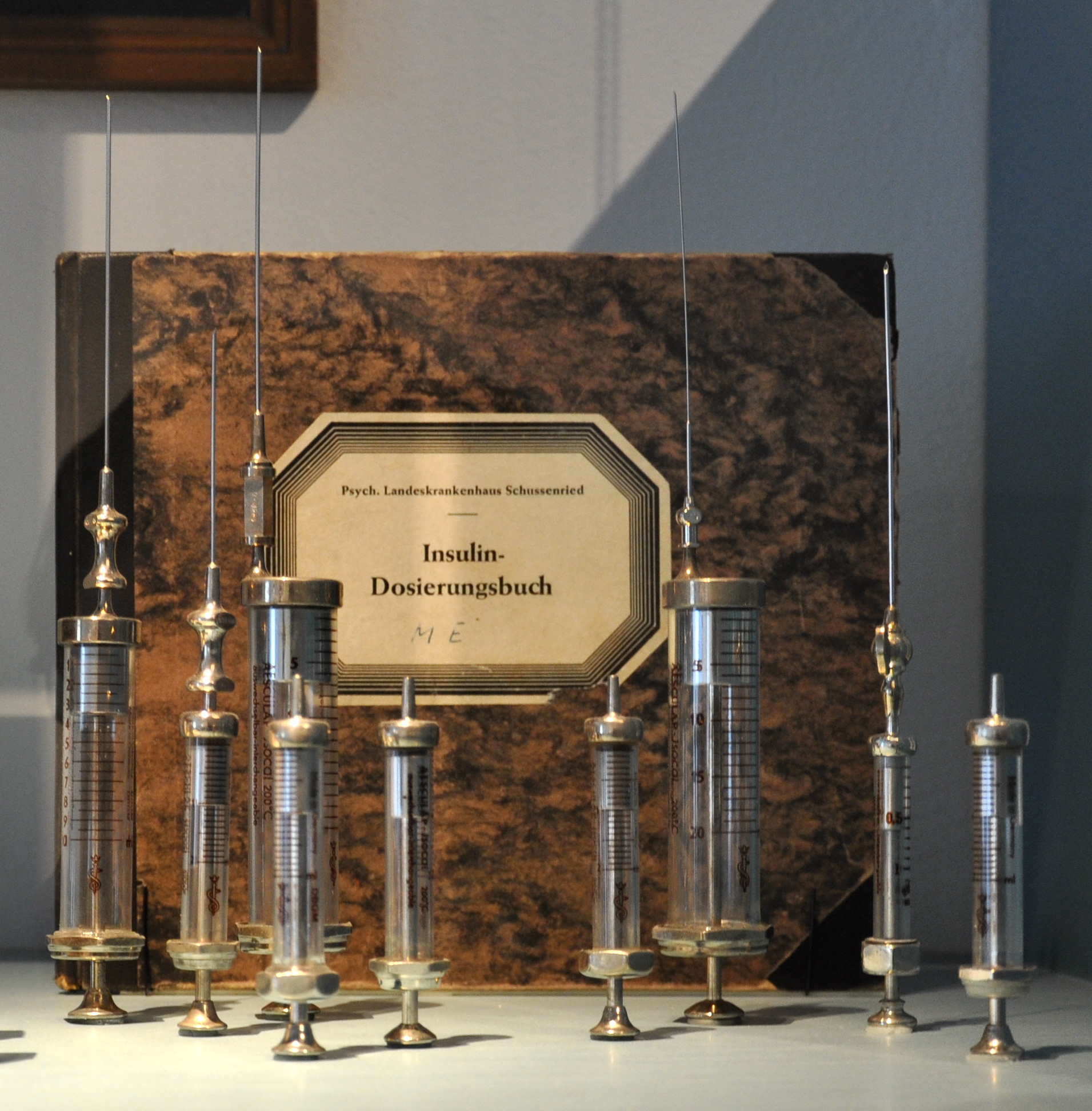
Insulin-Dosierungsbuch und Spritzen aus dem Psychiatrischen Landeskrankenhaus Schussenried

Die Insulinschocktherapie (englisch Insulin coma therapy, ICT, oder Deep insulin coma therapy, DICT) oder Insulinschockbehandlung wurde in der Psychiatrie auf den Vorschlag von Manfred Sakel ab 1933 eingesetzt, um die Symptome von Krankheitsbildern wie Psychosen, Depressionen oder Drogensucht zu behandeln. Sie wurde teilweise auch zusammen mit den Vorläufern der heutigen Elektrokonvulsionstherapie angewendet  (Kombinationsschock). Die Insulinschockbehandlung ist heute aus dem psychiatrischen Alltag verschwunden. In älterer Literatur wird das Verfahren auch Insulinkur oder Insulin-Koma-Therapie genannt.

## Vorgehen
Durch die Verabreichung von Insulin wurde eine Hypoglykämie (Unterzuckerung) künstlich herbeigeführt und der Patient über mehrere Minuten in einem Koma gehalten. Hierbei konnte es auch zu einem Krampfanfall kommen. Ob der Krampfanfall oder die Hypoglykämie für die therapeutische Wirkung entscheidend war, blieb umstritten. Der Zustand wurde schließlich durch eine Injektion von Glucagon wieder beendet und der Patient kam wieder zu Bewusstsein. Das Glucagon regt den Körper dazu an, Glucose aus seinen Glucosespeichern auszuschütten, was den Blutzuckerspiegel wieder auf einen normalen Wert ansteigen lässt.

## Verbreitung und Folgen
Die Insulin-Koma-Therapie war für einige Jahre (etwa von 1935 bis 1955) in der Psychiatrie eine anerkannte und verbreitete Behandlungsform gegen Schizophrenie und Depression, galt zeitweise sogar als Standardtherapie, bis ihre Wirkungslosigkeit schließlich bekannt wurde. Die Sterblichkeit der Methode lag bei 1 %, dazu kam eine unbekannte Anzahl von irreversiblen Gehirnschädigungen. Die Insulinschocktherapie wurde vollständig aufgegeben und durch die Elektrokrampftherapie, später durch die modernen Psychopharmaka abgelöst. Bekannte Patienten dieser Therapie waren der Singer-Songwriter Townes Van Zandt sowie der Mathematiker John Forbes Nash Jr.